# だめよ!だめよ!だめよ!!
「だめよ!だめよ!だめよ!!」は、椎名へきるの5枚目のシングル。1996年11月21日にSony Recordsから発売。

## 収録曲
1. だめよ!だめよ!だめよ!! [0:00]
作詞：中山加奈子 / 作曲：羽場仁志 / 編曲：磯谷健
NHK教育テレビアニメ、『YAT安心!宇宙旅行』エンディングテーマ（第1話-第25話）
2. やさしいひとになりましょう [0:00]
作詞：森浩美 / 作曲：Joey Carbone、Dennis Belfield / 編曲：岩崎琢
3. だめよ!だめよ!だめよ!!（オリジナル・カラオケ）
4. やさしいひとになりましょう（オリジナル・カラオケ）